# Ilie Dobre
Ilie Dobre (n. 24 septembrie 1953, Mitrofani, România) este un comentator sportiv de radio și scriitor român de cărți pe teme sportive.

## Biografie
A absolvit Liceul Pedagogic din Câmpulung Muscel și Facultatea de Istorie din cadrul Universității București. După absolvirea facultății, a lucrat ca profesor de istorie la Liceul de Petrol din Videle.
A publicat, încă din vremea studenției, în presa centrală. S-a angajat apoi comentator sportiv la Radio România Actualități. Începând din anul 1983 transmite, în direct, meciuri de fotbal pe postul național de radio. Printre transmisiunile sale se numără cele de la Campionatul Mondial de Fotbal din 1998, finala Campionatului European de Fotbal din 1996 sau meciul Rapidului cu Internazionale Milano, de pe Stadionul San Siro, din septembrie 1993.
Ilie Dobre a debutat editorial în anul 1992, când a publicat cartea "Dobrin, la clipa amintirilor" (Editura Divertis, 1992). 

## Ordine și medalii
Ilie Dobre are următoarele distincții internaționale:
- Cel mai de succes comentator sportiv de radio din lume (World Record Academy)
- Certificatul (Diploma) de atestare a recordului mondial în transmisiunea directă radio-tv a unui gool, fără respirație (35 de secunde și șase zecimi), conferit de World Record Academy
- Certificatul (Diploma) de atestare a recordului mondial în transmisiunea directă radio-tv a unui goool, cu o singură respirație (1 minut și opt secunde), conferit de World Record Academy
- Certificatul (Diploma) de atestare a recordului mondial în transmisiunea directă a unui goool, în studio (52 de secunde și trei zecimi), conferit de World Record Academy
- Certificatul (Diploma) de atestare a recordului mondial pentru cele mai multe cărți publicate de un comentator radio.

## Premii
- Comentatorul sportiv-radio al anului și premiul pentru carte cu tematică sportivă în anul 2000 (F.R.M.)[necesită citare]
- Cel mai bun comentator sportiv-radio, la prima ediție a Galei Fotbalului Profesionist, 2010[necesită citare]
- Tezaur Contemporan - Simbol Inspirațional, Motivațional al Comunității Cultural-Sportive din România (Premium People - Hall of Fame, 2022, ECO - Europa)[necesită citare]
- Ambasador Emerit al Spiritualității Românești Contemporane (ECO-Europa, 2020)[necesită citare]
- Diploma de excelență - Radiodifuziunea Română (2018)[necesită citare]
- Titlul de excelență pentru cele 12 recorduri și distincții mondiale (Societatea Științei, Excelenței Umane și a Sportului Universitar din România - 2020)[necesită citare]
- Premiul Național "Personalitatea Deceniului în România (Etalon Național de Excelență Profesională și Virtute Civică)" - ECO-Europa, 2023[necesită citare]
- Certificatul (Diploma) de atestare a includerii în HALL OF FAME (Galeria Gloriilor), World Record Academy
- Omul Anului în Media (2014), premiu conferit de World Record Academy
- Ordinul național „Pentru Merit”, în grad de Cavaler (4 noiembrie 2008), „cu ocazia împlinirii a 80 de ani de la primul semnal radiofonic, în semn de înaltă apreciere pentru profesionalismul, imparțialitatea și constanța cu care a promovat valorile culturii și spiritualității românești”[1]
- Diploma de Cetățean de Onoare al comunei Mitrofani, județul Vâlcea[necesită citare]
- Diploma de Excelență în Performanța Sportivă[necesită citare]

## Cărți publicate
- Dobrin, la clipa amintirilor..., Editura Divertis, 1992
- Ilie Dumitrescu - o stea în plină ascensiune (Ed. Militară, 1994)
- Marius Lăcătuș - săgeata carpatină (Ed. ODEON, 1994)
- Fane Iovan - o stea ce sclipește lângă șinele Giuleștinei (Ed. Paralela 45, 1994)
- Florin Halagian - un senior la curtea Regelui Fotbal (Ed. ODEON, 1995)
- O galerie nebună, nebună, nebună... Galeria Rapidului (Ed. ODEON, 1995)
- Jean Vlădoiu - o stea printre stele (Ed. Horion, 1996)
- Rodion Cămătaru - tunarul din Bănie (Ed. Fiat-Lux, 1996)
- Gheorghe Tadici - magicianul de pe semicercurile Meseșului (Ed. Fiat-Lux, 1997)
- Cristian Gațu - un prinț la curtea Regelui Handbal  (Ed. Fiat-Lux, 1999)
- Mariana Târcă sau pasărea măiastră de pe semicercurile carpatine (Ed. Fiat-Lux, 1999)
- Ștefan Nanu - expresul de Olanda (Ed. ODEON, 1999)
- Sorin Cârțu, fotbalistul-briliant al Craiovei Maxima (Ed. ODEON, 2000)
- Valentin Samungi - Handbalistul-zburător (Ed. ODEON, 2000)
- Cornel Țălnar - leul neîmblânzit al gazonului (Ed. ODEON, 2000)
- Mircea Rădulescu - antrenorul a patru echipe naționale (Ed. ODEON, 2000)
- Țețe Moraru - Glorie. Reflexe. Amintiri (Ed. Paralela 45, 2001)
- Gigi Mulțescu, fotbalistul-nepereche (Ed. Paralela 45, 2001)
- I se spune "Mopsul" - Florea Dumitrache (Ed. Paralela 45, 2001)
- Dorinel Munteanu - metronomul de la mijlocul terenului (Ed. Paralela 45, 2001)
- Ioan Ovidiu Sabău și patima fotbalului (Ed. Paralela 45, 2002)
- Ion Ionescu între "templul" Giuleștiului și cel al justiției (Ed. Paralela 45, 2002)
- Pavel Badea - "Samuraiul" de pe Jii (Ed. Paralela 45, 2002)
- Emil Săndoi - o emblemă alb-albastră (Ed. Paralela 45, 2002)
- Generalul Cornel Oțelea - performerul unic de pe arenele cu semicercuri (Ed. Paralela 45, 2003)
- Lajos Sătmăreanu - "Steaua" de ieri (Ed. Paralela 45, 2003)
- Cornel Pavlovici sau fascinația golului (Ed. Paralela 45, 2004)
- Zoltan Crișan, irezistibila extremă (Ed. Paralela 45, 2004)
- Fotbal, culise, întâmplări (Ed. Paralela 45, 2004)
- Emeric Dembroschi - eroul de la Guadalajara (Ed. Paralela 45, 2004)
- EURO 2004 sau infernul vedetelor (Ed. Paralela 45, 2004)
- Blestemul pasiunii (roman) (Ed. Paralela 45, 2006)
- Radu Matei cu "fluierul" între iluzii și adevăr (Ed. Paralela 45, 2006)
- Mondialul fotbalistic 2006, între sclipiri și deziluzii (Ed. Paralela 45, 2007)
- Ștefan Birtalan, "tunarul" de pe semicercuri (Ed. Paralela 45, 2008)
- "Prințul" din Trivale, la ultimul "dribling" (Ed. Paralela 45, 2008 - 4 ediții)
- Cu microfonul printre amintiri (Ed. Paralela 45, 2008)
- Benone Sinulescu și glasul său fermecat (Ed. Paralela 45, 2008)
- Interpretul Nelu Bălășoiu în "concertul" confesiunilor (Ed. Paralela 45, 2009)
- EURO 2008 sau "turnirul" conchistadorilor (Ed. Paralela 45, 2009)
- Paradisul însângerat(roman) (Ed. Paralela 45, 2009 - 2 ediții)
- Performerul de sub crestele Caraimanului (Ed. Paralela 45, 2009)
- Ioan Lador între excelența umană și arenele universitare (Ed. Paralela 45, 2014)
- Prin hățișul iluziilor (roman) (Ed. Paralela 45, 2016)
- Incognito, printre condei și microfon  (Ed. Paralela 45, 2016)
- Ilustre personalități ale Buștenilor (Ed. Cartea Românească Educațional, 2018)
- Între glorie și infern (Ed. Delta Cart Educațional, 2018)
- Crucea Eroilor Neamului de pe piscul Bucegilor - inscripții de suflet (Ed. Paralela 45, 2020)

## Aprecieri
„Ilie Dobre, crainicul radio ce cântă cu douăzeci de fântâni golurile înscrise pe stadioanele țării...Un crainic - aflat la a 30-a carte - născut, parcă, din strania patimă a sud-americanilor pentru jocul de fotbal...”—Fănuș Neagu
„Președintele de drept al Crainicilor Frenetici...”—Radu Cosașu
„Am îndrăgit fotbalul prin acel prelung și tulburător GOOOOOOOOOOOOOOL, strigat, pe undele radio, de Ilie Dobre. Cel care, în plus, scrie și cărți frumoase...”—Grigore Vieru